# Supernova histórica
El término de supernova histórica hace referencia a una supernova cuyos documentos relatan la observación por un astrónomo en una época anterior al descubrimiento del telescopio o cualquier otro medio de observación moderno. Por extensión, el término designa una supernova cuya explosión habría sido observada por los astrónomos de una época pasada pero formando parte de los tiempos históricos (generalmente menos de 2500 años).

## Interés científico
El conocimiento de las supernovas históricas es importante porque ninguna supernova galáctica ha sido observada desde la invención del telescopio. Por otra parte el conocimiento de la edad exacta de un remanente de supernova o de un púlsar es de un interés crucial para la comprensión de esto. Los testimonios concernientes a eventuales supernovas son, desgraciadamente, poco numerosos y poco precisos, lo que hace que solo cinco de ellas sean conocidas con certeza, a las que hay que añadir algunas candidatas más o menos probables y eventuales supernovas no observadas pero que datan de tiempos históricos.

## Identificación de una supernova histórica
Muchos fenómenos astronómicos han sido relatados en diversos escritos históricos, la mayor parte provienen de extremo oriente. Además de las menciones de eclipses, de movimiento planetarios y de conjunciones diversas " estrellas invitadas " son mencionados, pudiendo corresponder a supernovas. Esta estrellas invitadas pueden en principio corresponder a tres tipos de fenómenos diferentes:
- supernova
- nova
- cometa

Los principales criterios usados para distinguir una supernova entre las estrellas invitadas son :
- Ausencia de desplazamiento en la bóveda celeste: para excluir la hipótesis de un cometa
- Proximidad del plano galáctico: la casi totalidad de los remanentes de supernova tiene una muy fiable latitud galáctica, esto es corroborado por la teoría de la evolución estelar que predice que las supernovas se producen en la zona de formación de estrellas, que están situadas en los brazos espirales de las galaxias.
- Duración: la curva de luminosidad de una supernova desciende mucho más lentamente que la de una nova. Un fenómeno astronómico largo es más probable que pertenezca a una supernova, más aún cuando en tal caso es mucho más fácil asegurarse la inmovilidad del fenómeno sobre la esfera celeste.
- Detección de un remanente en la posición estimada de la estrella invitada, cuya edad puede ser estimada y corresponde a la de la estrella invitada.

El criterio de luminosidad no se usa ya que la luminosidad depende de la distancia del fenómeno.

## Lista de supernovas históricas

### Supernovas confirmadas
- SN 1006, en la constelación de Lupus. Probablemente la más luminosa de las supernovas históricas confirmadas.
- SN 1054, de donde nació la nebulosa del Cangrejo (constelación de Tauro). Es la supernova histórica más célebre, y la primera identificada como tal.
- SN 1181, la menos conocida (y la menos luminosa) de las supernovas históricas conocidas (constelación de Casiopea)
- SN 1572, llamada de Tycho, en honor de Tycho Brahe, que fue uno de los observadores más asiduos (constelación de Casiopea). Tiene un rol esencial en la historia de la ciencia ya que fue utilizada por Tycho Brahe y Jerónimo Muñoz para refutar el dogma aristoteliano de la inmovilidad de los cielos.
- SN 1604, llamada de Kepler, en honor de Johannes Kepler, que fue uno de los observadores más asiduos (constelación de Ofiuco). Esta es la última supernova histórica que se ha producido en nuestra galaxia y ha sido observada.

### Supernovas probables o posibles

#### Documentos asiáticos
- Dos estrellas invitadas fueron vistas en el año 837.Se trata de estrellas estacionarias, pero la débil duración de la visibilidad de una y la alta latitud galáctica de la otra hacen que la hipótesis de una supernova sea mucho menos probable que la de una nova. El hecho de que dos estrellas invitadas fueran observadas durante el mismo año podría explicarse fácilmente por el paso del cometa Halley en marzo del mismo año, lo que luego habría estimulado la búsqueda de otros astros inhabituales en aquella época. Ninguna de estas estrellas se considera en la actualidad como una supernova potencial
- SN 393 : la estrella invitada del año 393 fue visible durante 8 meses y apareció en las proximidades del asterismo que compone la cola de la constelación de Scorpius, en el plano galáctico, lo que es poco probable para la hipótesis de una supernova. El remanente RX J1713.7-3946 tiene una edad estimada y una posición compatible con la estrella invitada del 393. Esta está considerada como la creadora de este remanente.
- SN 386 : la estrella invitada del 386 fue visible entre 60 y 115 días (solo se conocen los meses de aparición y desaparición), lo que corresponde a un periodo de visibilidad débil para una supernova, más característico de una nova. La posición de la supernova es poco conocida ya que no se sabe si el asterismo mencionada en el texto corresponde a la banda de ascensión recta de la estrella invitada o a la región del cielo donde fue vista. Dentro de la segunda hipótesis, la región es suficientemente restringida y próxima del plano galáctico como para poder esperar identificar el remanente. Se han propuesto más candidatos, uno de ellos, SNR G11.2-0.3, tiene una edad compatible con la época de la supernova. Algunas características del pulsar central (PSR J1811-1926) detectado en el remanente confortan esta hipótesis. La estrella invitada está considerada como una probable supernova, aunque menos estable que SN 393.
- La estrella invitada de 369 permaneció visible durante más de 6 meses, pero su posición es muy incierta. Podría tratarse de una nova lenta o de una supernova si tuviera lugar bastante próxima del plano galáctico. Está considerada como una supernova posible debido a la poca precisión sobre su posición.
- SN 185 es la más antigua supernova histórica potencial de la que existen testimonios detallados (uno solo). El tamaño aparente parece mencionado, pero ningún desplazamiento, lo que no defiende de modo convincente en favor de una supernova sino más bien un cometa, pero la duración de observación favorece la hipótesis estelar. fue visible durante 8 meses o un año y 8 meses según la interpretación que se haga del texto, lo que hace posible la hipótesis de una supernova. El remanente SNR G315.4−2.3 (llamado también RCW 86) se encuentra en la posición y su edad es la más compatible con una supernova de las que datan de esta época. SN 185 se considera, de hecho, como una supernova probable.
- La estrella invitada de 70 está muy mal descrita en los documentos llegados hasta la época moderna, pero su alta latitud galáctica hace que sea más probable una nova y no una supernova.

#### Tradición oral Maorí
Una tradición oral del pueblo Maorí evoca, sin precisar mucho, una "estrella en el sur que se hace invisible", que se relaciona con el nombre de "Mahu" y "Mahutonga" (la inmensa mayoría de los objetos astronómicos presentes en la cultura Maorí poseían numerosos nombres).
La existencia de una sola mención de un fenómenos astronómico transitorio indica más un acontecimiento espectacular que un acontecimiento común, por lo que la hipótesis que hace referencia a una supernova es factible. La supernova más espectacular conocida es la del año 1006, pero su declinación la emplazaba en el cénit durante su paso por el meridiano y no en el sur (aunque hubiese estado al sudeste y al sudoeste durante su salida y su puesta). También es probable la hipótesis de otra supernova situada en las regiones meridionales del plano galáctico. Entre ellas se encuentra la constelación de la Cruz del Sur, en las proximidades de la nebulosa oscura del Saco de Carbón . De nombre misterioso , el término Mahu se asocia igualmente a uno de los nombres Mari para esta nebulosa, Te Ruha o Mahu, que tiende a reforzar esta hipótesis, aunque no se puedes confirmar nada con certeza.

### Otras
- El remanente de supernova Casiopea A data muy probablemente de la segunda mitad del siglo XVII, pero la supernova no fue observada, sin duda porque era muy poco luminosa. Esta supernova está considerada en algunas ocasiones como una supernova histórica aunque los testimonios que conciernen a ella sean probablemente inexistentes.[2] ( Lo que permite sin embargo poner un límite inferior a su magnitud aparente).
- En 1998 se descubrió un remanente muy joven y próximo a la Tierra (aproximadamente 700 años y 200 pársecs), Vela Junior. No existe ningún testimonio histórico mencionandl la supernova que se produjo entonces, cosa eventualmente inexplicable por la baja declinación del fenómeno, pero no menos sorprendente que a la vista de la magnitud aparente probable del fenómeno.
- Se conocen muchos pulsares donde la edad característica (que en ciertos casos da una estimación bastante precisa de la edad real) es relativamente débil. Se trata de PSR B1509-58, PSR J1907+0919 y PSR J1846-0258. Su explosión probablemente fue potencialmente visible desde la Tierra hace menos de 2000 años.
- Perforaciones realizadas en la Antártida han revelado los picos en la abundancia de algunos nitratos en varias épocas, aproximadamente alrededor de los años 1181, 1572, 1604 según ciertos autores. Estos picos no se han visto en todas las perforaciones de los casquetes glaciares (en particular en Groenlandia), y su correlación con los fecha de supernovas históricas conocidas es extremadamente controvertida. Una perforación indica un pico de nitrato en los hielos formados alrededor del año 1320. Por eso motivo se ha propuesto que la explosión de una supernova no observada, que dio origen a Vela Junior, hubiera alcanzado la Tierra en aquella época.[3] En la época ningún remanente con una edad de entre 600 y 700 años había sido descubierto, pero posteriormente fue descubierto un remanente, Vela Junior, donde la edad (todavía poco conocida) es compatible con esta fecha. Allí todavía, la ausencia de detección daría una indicación sobre la magnitud mínima de la supernova.
- Existen por el contrario dos datos geológicos que indican de modo convincente la explosión de dos supernovas relativamente próximas que datan de aproximadamente 35 000 y 60 000 años.
- Podemos eventualmente añadir a esta lista la primera supernova observada por la era telescópica, SN 1885A, en la galaxia de Andrómeda, que fue visible a simple vista, así como la primera supernova próxima estudiada con medios modernos, SN 1987A, en la Gran Nube de Magallanes.